# Mimemodes
Mimemodes (лат. ) — род жуков из семейства монотомиды (ризофагиды). Австралия, Юго-Восточная Азия.

## Описание
Мелкие и среднего размера жуки. Форма тела узкая, вытянутая. Основная окраска тела коричневая. Усики десятичлениковые. Надкрылья укороченные у вершины. Ноги короткие, коготки простые. Формула лапок 5-5-5 у самок и 5-5-4 у самцов. Первый вентрит брюшка длиннее второго, а пятый вентрит длиннее четвёртого. Сходен с родами Bactridium и Phyconomus. Взрослые особи Mimemodes можно найти в галереях короедов, а также в цветах и стогах сена. Некоторые виды Mimemodes являются хищниками яиц жуков-короедов.
- Mimemodes bhutus Sen Gupta, 1976
- Mimemodes carenifrons Grouvelle, 1913
- Mimemodes cribratus Reitter, 1874
- Mimemodes emmerichi Mader, 1937
- Mimemodes frigidus Grouvelle, 1906
- Mimemodes harmandi (Grouvelle, 1903)
- Mimemodes insulare Grouvelle, 1897
- Mimemodes japonus Reitter, 1874
- Mimemodes kimbhutus Sen Gupta, 1976
- Mimemodes koebelei Blackburn, 1902
- Mimemodes laticeps (Macleay, 1871)
- Mimemodes megalocephalus Champion, 1924
- Mimemodes monstrosum (Reitter, 1874)
- Mimemodes nigratus Sen Gupta, 1976
- Mimemodes proximus Grouvelle, 1913